# 浅間神社 (北本市東間)
浅間神社（せんげんじんしゃ）は、埼玉県北本市の神社。

## 歴史
創建の年代については、以下の説がある。
1. 崇徳天皇の御代（1123年 - 1142年）に創建された説（旧別当寺「宝光寺」の記録より）
2. 伊奈忠次の関東代官頭在任期間（1590年 - 1610年）に創建された説（『新編武蔵風土記稿』より、原典は名主「彦兵衛」の記録）
3. 創建年代不詳であるが、鴻巣の勝願寺の和尚が創建した説（彦兵衛の末裔である旧家大島家の口伝より）

宝光寺は天台宗の寺院であったが、明治初期の神仏分離により、廃寺に追い込まれた。
1873年（明治6年）、近代社格制度に基づく「村社」に列せられた。

## 文化財
- 東間の富士塚（北本市指定文化財）[2]

## 交通アクセス
- 北本駅より徒歩10分。